# نادر ابراهیمی
نادر ابراهیمی (۱۴ فروردین ۱۳۱۵ – ۱۶ خرداد ۱۳۸۷) داستان‌نویس ایرانی بود. او علاوه بر نوشتن رمان و داستان کوتاه، در زمینه‌های فیلم‌سازی، ترانه‌سرایی، ترجمه و روزنامه‌نگاری نیز فعالیت کرد. تا سال ۱۳۸۰ بیش از صد کتاب و همچنین نوشتارهایی دربارهٔ او به چاپ رسید.
نادر ابراهیمی (زاده ۱۴ فروردین ۱۳۱۵ در تهران - مرگ در تاریخ ۱۶ خرداد ۱۳۸۷، تهران)، داستان‌نویس معاصر ایرانی بود.

## زندگی‌نامه

در فیلمِ قضیه شکل اول، شکل دوم کیارستمی

نادر ابراهیمی کرمانی در ۱۴ فروردین سال ۱۳۱۵ در تهران به‌دنیا آمد. پدرش عطاءالمُلک ابراهیمی، فرزندِ آجودان حضورقاجار و از نوادگانِ ابراهیم خان ظهیرالدوله، حاکم نامدارِ کرمان در عصر قاجار بود، که رضاشاه پهلوی او را، ضمنِ خلعِ درجه از کرمان به مشکین شهر تبعید نمود، که هنوز قلمستانی به نام او در حومهٔ مشکین شهر وجود دارد (قلمستان عطا) و هنوز فامیل او (ابراهیمی‌های کرمان) در شهر و استان کرمان شناخته شده و مشهور هستند. مادرِ نادر ابراهیمی هم از لاریجانی‌های مقیم تهران به شمار می‌آمد. نادر ابراهیمی تحصیلات مقدماتی خود را در زادگاهش یعنی شهر تهران گذراند و پس از گرفتن دیپلم ادبی از دبیرستان دارالفنون، به دانشکدهٔ حقوق وارد شد. اما این دانشکده را پس از دو سال رها کرد و سپس در رشتهٔ زبان و ادبیات انگلیسی به درجهٔ لیسانس رسید.
او از ۱۳ سالگی به یک سازمان سیاسی پیوست که بارها دستگیری، بازجویی و زندان رفتن را برایش درپی داشت.
ارایهٔ فهرست کاملی از شغل‌های ابراهیمی، کار دشواری است. او خود در دو کتاب «ابن مشغله» و «ابوالمشاغل» ضمن شرح وقایع زندگی، به فعالیت‌های گوناگون خود نیز پرداخته‌ است. از جملهٔ شغل‌های او بوده‌است: کمک کارگری تعمیرگاه سیار در ترکمن‌صحرا، کارگری چاپخانه، حسابداری و تحویلداری بانک، صفحه‌بندی روزنامه و مجله و کارهای چاپ دیگر، میرزایی یک حجرهٔ فرش در بازار، مترجمی و ویراستاری، ایران‌شناسی عملی و چاپ مقاله‌های ایران‌شناختی، فیلمسازی مستند و سینمایی، مصور کردن کتاب‌های کودکان، مدیریت یک کتاب‌فروشی، خطاطی، نقاشی و نقاشی روی روسری و لباس، تدریس در دانشگاه‌ها و…
در تمام سال‌های پرکار و بی‌کار یا وقت‌هایی که در زندان به‌سر می‌برد، نوشتن را ـ که از ۱۵ سالگی آغاز کرده بود ـ کنار نگذاشت. در سال ۱۳۴۲ نخستین کتاب خود را با عنوان «خانه‌ای برای شب» به‌چاپ رسانید که داستان «دشنام» در آن با استقبالی چشمگیر مواجه شد. تا سال ۱۳۸۰ علاوه بر صدها مقالهٔ تحقیقی و نقد، بیش از صد کتاب از او چاپ و منتشر شده‌ است که دربرگیرندهٔ داستان بلند (رمان) و کوتاه، کتاب کودک و نوجوان، نمایش‌نامه، فیلم‌نامه و پژوهش در زمینه‌های گوناگون است. ضمن آن‌که چند اثرش به زبان‌های مختلف دنیا برگردانده شده‌است.
نادر ابراهیمی چندین فیلم مستند و سینمایی و همچنین دو مجموعهٔ تلویزیونی را نوشته و کارگردانی کرده، و آهنگ‌ها و ترانه‌هایی برای آن‌ها ساخته‌است. او همچنین توانسته‌ است نخستین مؤسسهٔ غیرانتفاعی ـ غیردولتی ایران‌شناسی را تأسیس کند؛ که هزینه و زحمت‌های فراوانی برای سفر، تهیهٔ فیلم و عکس و اسلاید از سراسر ایران و بایگانی کردن آن‌ها صرف کرد؛ ولی چنان‌که باید، شناخته و به‌کار گرفته نشد و با فرارسیدن انقلاب و جنگ، متوقف شد.
او علاوه بر نوشتن رمان و داستان کوتاه در زمینه‌های فیلم‌سازی، ترانه‌سرایی، ترجمه، و روزنامه‌نگاری نیز فعالیت کرده است. بیش از نود کتاب از ابراهیمی منتشر شده است.
او فعالیت حرفه‌ای خود را در زمینهٔ ادبیات کودکان، با تأسیس «مؤسسهٔ همگام با کودکان و نوجوانان» ـ با همکاری همسرش ـ در آن مؤسسه متمرکز کرد. این مؤسسه، به‌منظور مطالعه در زمینهٔ مسائل مربوط به کودکان و نوجوانان برپا شد و فعالیتش را در حیطهٔ نوشتن، چاپ و پخش کتاب، نقاشی، عکاسی، و پژوهش دربارهٔ خلق‌وخو، رفتار و زبان کودکان و نیز بررسی شیوه‌های یادگیری آنان دنبال کرد. «همگام» عنوان «ناشر برگزیدهٔ آسیا» و «ناشر برگزیدهٔ نخست جهان» را از جشنواره‌های آسیایی و جهانی تصویرگری کتاب کودک دریافت کرد.
ابراهیمی در زمینهٔ ادبیات کودکان، جایزهٔ نخست براتیسلاوا، جایزهٔ نخست تعلیم و تربیت یونسکو، جایزهٔ کتاب برگزیدهٔ سال ایران و چندین جایزهٔ دیگر را هم دریافت کرده‌ است. او همچنین عنوان «نویسندهٔ برگزیدهٔ ادبیات داستانی ۲۰ سال بعد از انقلاب» را به‌خاطر داستان بلند و هفت جلدی «آتش بدون دود» به‌دست آورده‌ است.
نادر ابراهیمی رشته‌های مختلف ورزشی را تجربه کرده، یکی از قدیم‌ترین گروه‌های کوهنوردی به‌نام «اَبَرمرد» را بنیان نهاده و در توسعهٔ کوهنوردی و اخلاق کوهنوردی، تأثیرگذار بوده‌است.
نادر ابراهیمی در بعد از ظهر روز پنجشنبه ۱۶ خرداد ۱۳۸۷ بر اثر ابتلاء به سرطان مغز و تحمل یک دوره طولانی بیماری آلزایمر  در سن ۷۲ سالگی درگذشت.

## فعالیت‌های سیاسی
نادر ابراهیمی، نویسنده و عضو کانون نویسندگان بود. او از ۱۳ سالگی به یک سازمان سیاسی پیوست که بارها دستگیری، بازجویی و زندان رفتن را برایش در پی داشت.
پس از تبعید آیت الله خمینی به عراق در سال ۱۳۴۲ و شروع مبارزات سیاسی، بسیاری از بیانیه‌ها و اطلاعیه‌های سیاسی علیه شاه با قلم نادر ابراهیمی نوشته می‌شد. جدا از متن‌های سیاسی، او موفق شد نظر ناشران را برای چاپ دو داستان «دشنام» و «آسمان در تسخیر کلاغ‌ها» که محور آن لزوم مبارزه علیه نظام شاهنشاهی بود، جلب کند.
پس از انقلاب ۱۳۵۷ مأمور تصفیه و تجدید کانون پرورش فکری کودکان و نوجوانان شد.

#### آتش بدون دود
آتش بدون دود یک مجموعه تلویزیونی ایرانی است که در سال ۱۳۵۳–۱۳۵۴ و به کارگردانی نادر ابراهیمی ساخته شد و از تلویزیون ملی ایران پخش شد.
در جریان ساخت این فیلم به این دلیل که اوضاع فیلمسازی با معیارهای اخلاقی نادر ابراهیمی سازگاری نداشت، او قوانینی برای حضور عوامل در این فیلم وضع کرد:
- گپ‌زدن‌های دو نفره آقایان و خانم‌ها، جدای از جمع و بیرون از تمرین و سر صحنه، مطلقاً ممنوع
- پوشیدن لباس‌های آستین کوتاه یا هرجای دیگر کوتاه و نامناسب برای تمامی عوامل، ممنوع
- در طول ساخت سریال، مشروب، تریاک، الکل، موادمخدر از هر نوع، ممنوع
- ورق بازی و قمار هم به هر نوع ممنوع

به گفته جمشید گرگین، بازیگر سینما، نادر ابراهیمی برای اینکه بازیگران به سمت فیلم‌های بدنی و فیلمفارسی نروند این قوانین را وضع کرد که باعث رنجش بسیاری از همکاران و صحبت در شرایط فیلمبرداری و جاهای مختلف را سبب شد.
نادر ابراهیمی در یکی از مصاحبه‌های خود به تجربه‌ای در مجموعه تلویزیونی آتش بدون دود اشاره کرده که در آن به موضوع پوشش و اخلاق اجتماعی پرداخته است. وی در این روایت به اهمیت رعایت حجاب و تأثیر آن بر طهارت اخلاقی اشاره می‌کند:
«... من یه زورخانه درست کردم و گفتم که کسانی که می‌خواهند ورزش کنند برن تو اون سوراخی ورزششون بکنن، تن و بدنشون نشون دیگران ندن. خیلی جامداندیشی هم به خرج دادم، تنبیهات بد و سخت و خشن به خرج می‌دادم برای کسی که گوشه‌ای از بدنش پیدا باشه؛ حتی شنیدید شاید: من دکمه بالای یقه یک خانمی باز بود گفتم بدوز به گردنش این رو! همین‌جا بدوز که این دکمه تصادفاً باز نشه دیگه… چون یکی دوبار بهش گفتم دخترم این دکمه باز میشه؛ گفت خودش میشه… گفتم حالا کاری می‌کنم که نشه دیگه، همونجا به تنش لباس رو دوختیم که نتونه در بیاد. (باخنده) از نظر اخلاقی تجربه عظیمی بود، از نظر اینکه هرلحظه میشه اون فساد رو تبدیل به طهارت کرد.»

#### دفاع از انقلاب ایران و نقد روشفکران
با وجود نزدیکی فکری نادر ابراهیمی به جمهوری اسلامی، حکومت آنگونه که به دیگر نویسندگان خودی اعتماد و ارادت داشت، او را معتمد خود نمی‌پنداشت. او در اوایل دهه ۱۳۷۰ در گفت‌وگویی در دفاع از انقلاب ایران و در نقد روشفکران گفت:
سرگشتگی طبقاتی یا قشری عمدتاً مربوط به غرب است، به مردم ما ربطی ندارد. روشنفکر مقلد یا شبه‌روشنفکر، که من او را 'روشنفکر اخته' نامیده‌ام، تن به بازار مصرف اعتقادات مصرفی غرب می‌دهد و این‌طور قلمداد می‌کند که بشر به سرگشتگی و پوچی رسیده است. ما تازه از یک انقلاب تنومند هدف‌دار عظیم با اعتقاد آمده‌ایم. چطور ممکن است سرگشتگی ما را به چنان حرکتی رسانده باشد؟

#### سازمانمجاهدین خلقوفدائیان
نادر ابراهیمی، درنامه‌ای به هدایت‌الله بهبودی دربارهٔ افراد و تصمیم‌گیری در مورد چاپ کتاب‌هایش اشاره می‌کند و به باورهایش در گذشته و حال درمورد سازمان مجاهدین خلق و چریک‌های فدایی خلق ایران می‌پردازد:
... در پایان خواهش دارم جلد ششم را که ویراسته آن نزد شماست به من بازگردانید تا خود، در شرایط مناسب، به چاپ آن اقدام کنم به نظر من اینکه ما زمانی باور داشتیم که مجاهدان و فداییان گروه‌های سیاسی صادقی هستند و امروز این اعتقاد را نداریم و در مورد مجاهدین به خصوص معتقدم که به فاسدترین و منحرف‌ترین گروه شبه سیاسی در تاریخ تبدیل شده‌اند نباید باعث شود که روی یک اثر تجدید نظر کنیم هر دو نسخه در تاریخ می‌ماند اگر ماندگار باشد و زمانی به کار تاریخ نویسان می‌آید شاید، من زیر بار فشار و تحت تأثیر ممیزی شکل کتاب را عوض نکرده‌ام تا نسبت به اصالت آن شک داشته باشم. بار دیگر سپاس— نادر ابراهیمی، نامه ای خطاب به هدایت‌الله بهبودی - ۱۳۷۳/۷/۱۵

#### انتقاد از سیاست‌های فرهنگی جمهوری اسلامی
نادر ابراهیمی، در سال‌های آخر عمر خود در یک سخنرانی دربارهٔ «سینمای شبه‌دینی و سینمای تعبدگرا» از سیاست‌های فرهنگی جمهوری اسلامی انتقاد کرد:

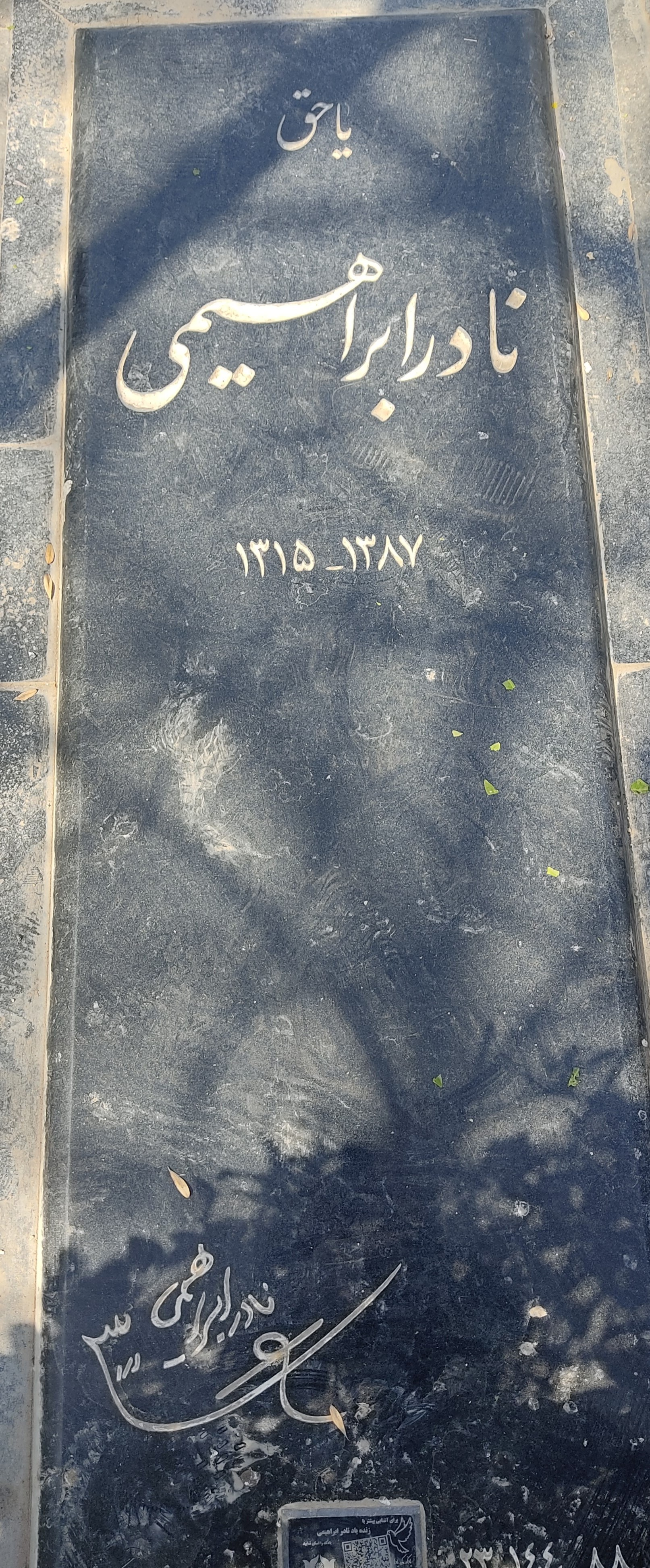
قبر نادر ابراهیمی در قطعه هنرمندان بهشت زهرا

شما با هرآنچه که زیر پوشش دین و دیانت و اصول و فروع دین و امر به معروف و نهی از منکر در فیلم‌های تحت مراقبت‌تان نشان داده‌اید، نه فقط یک نفر را به جانب فرهنگ اسلامی که فرهنگی است به راستی متعالی و ناب و انسانی، جلب نکرده‌اید، بلکه گام به گام، باورهای دینی مردم را متزلزل کرده‌اید، عقب نشانده‌اید، له کرده‌اید و مردم را عصبانی و دلگیر کرده‌اید و پوزخند آنها را برانگیخته‌اید.

## موزه
فرزانه منصوری، همسر این نویسنده، در پی تأسیس بنیاد یا موزه‌ای به نام نادر ابراهیمی بوده و حتی در مصاحبه‌ای گفته بود: «اگر فکری به حال آثار همسرم نشود، آنها را یکجا در حیاط خانه به آتش می‌کشم.»
در موزه نادر ابراهیمی ضمن بازسازی فضای اتاق آن نویسنده، میراث‌علمی، ادبی، لوح‌های افتخار و جوایز ملی و بین‌المللی، دست‌نوشته‌های کتب و تحقیقات، کتاب‌های حاشیه‌نویسی شده، فیلم‌ها و نسخه اول کتب او به عنوان موزه در کنار کتابخانه به نمایش گذاشته شده است. این کتابخانه شامل ۵ هزار جلد از کتاب‌های کتابخانه شخصی نادر ابراهیمی است که توسط همسر و خانواده تحویل خانه شعر و ادبیات شده است.
موزه خانه شعر و ادبیات در منطقه فرهنگی و گردشگری عباس‌آباد تهران است.
در ۲۷ شهریور ۱۴۰۲ همزمان با روز شعر و ادب پارسی گواهی‌نامه صعود به قله دماوند از سوی فدراسیون کوهنوردی به موزه نادر ابراهیمی اهدا شد.

## کتاب‌ها

### رمان
- آتش بدون دود (رمان بلند در هفت جلد)
- یک عاشقانه‌ی آرام (۱۳۷۴) یک رمان عاشقانه با داستانی از زندگی یک زوج و ماجراهای پیش آمده برای آن‌ها

### داستان
- بار دیگر، شهری که دوست می‌داشتم: داستانی عاشقانه که نخستین بار در سال ۱۳۴۵ انتشار یافت.
- مردی در تبعید ابدی: با محوریت زندگی ملاصدرا
- سه دیدار با مردی که از فراسوی باور ما می‌آمد: کتابی دو جلدی دربارهٔ زندگی‌نامه سید روح‌الله خمینی
- سفرهای دور و دراز هامی و کامی در وطن: داستان‌های آموزشی برای کودکان و نوجوانان

### یادداشت
- با سرودخوان جنگ در خطه‌ی نام و ننگ (۱۳۶۶) یادداشت‌های نادر ابراهیمی از سفر به جبهه جنگ ایران و عراق همراه با ابراهیم حاتمی‌کیا در فروردین ۱۳۶۵

## سینما و تلویزیون
- آتش بدون دود (مجموعه تلویزیونی، ۱۳۵۳–۱۳۵۴)[۱۸]
- صدای صحرا (فیلم، ۱۳۵۴)[۱۹]
- سفرهای دور و دراز هامی و کامی در وطن (مجموعه تلویزیونی، ۱۳۵۵–۱۳۵۶)[۲۰]
- اسناد کهنه، تاریخ نو[۲۱]
- روزی که هوا ایستاد (فیلم، ۱۳۷۶)[۲۲]